# Windsor Swastikas
De Windsor Swastikas was een Canadese ijshockeyvereniging afkomstig uit Windsor, Nova Scotia. De vereniging heeft bestaan van 1905 tot 1916. Net als de Fernie Swastikas, een ijshockeyteam afkomstig uit Brits-Columbia aan de andere kant van het land, gebruikten de Windsor Swastikas het hakenkruis als clublogo. Ze vernoemden zichzelf naar de Engelstalige vertaling van dit symbool, "swastika". In die tijd werd het hakenkruis gezien als een symbool dat stond voor geluk en succes. 

## Clublogo
De Windsor Swastikas gebruikte het eeuwenoude hakenkruissymbool als clublogo. Het hakenkruis is een gelijkzijdig kruis met haken die onder een rechte hoek zijn gebogen, ofwel rechtsom (卐), ofwel linksom en gespiegeld (卍). 

## Geschiedenis
IJshockey is al heel lang populair in de Canadese stad Windsor. Sommige sporthistorici beweren zelfs dat de hedendaagse wijze waarop ijshockey gespeeld wordt, in Windsor bedacht is. Het spreekt dan ook voor zich dat dit toentertijd nogal kleine stadje een eigen ijshockeyvereniging zou moeten hebben. Dit werd verwezenlijkt in de gedaante van de Windsor Swastikas, die in 1905 opgericht werden. Toen er een clublogo gekozen moest worden, kozen de oprichters voor het hakenkruis, een symbool dat in die tijd vereenzelvigd werd met macht en voorspoed. Vanaf 1905 speelde de vereniging wedstrijden tegen andere professionele ijshockeyverenigingen gevestigd aan de oostkust van Canada. Grote afstanden werden gereisd in het dunbevolkte Canada om deze wedstrijden te spelen, en op een gegeven moment reisde de vereniging zelfs af naar de stad St. John's in Newfoundland en Labrador voor een wedstrijd tegen de plaatselijke vereniging daar. Zoals gebruikelijk in die tijd reisde de vereniging met de trein naar elke wedstrijd. Thuiswedstrijden werden gespeeld in de Stannus Street Rink, de oudste ijshockeyarena in Canada. Ze namen deel aan de kampioenschappen van de Western Nova Scotia Amateur Hockey League en wonnen deze vervolgens. Ook wonnen ze een trofee in een kampioenschap georganiseerd door de plaatselijke krant Halifax Herald and Mail. Uiteindelijk werd de vereniging opgeheven halverwege de Eerste Wereldoorlog, omdat verschillende spelers zich aangesloten hadden bij het Canadese leger om aan het westelijk front in Europa te vechten. De vereniging was daardoor dermate uitgedund dat het niet meer mogelijk was om een volledig team samen te stellen. Hiermee kwam er dan ook definitief een einde aan de Windsor Swastikas. Na de opkomst van het Naziregime in Duitsland kreeg het hakenkruis in de Engelssprekende delen van de wereld een dusdanig nare bijsmaak dat een herstart van de vereniging onder de oude naam onmogelijk werd.

## Vermeldenswaardige spelers
- Blaine Sexton (3 mei 1892  – 27 april 1966)  - Een voormalige speler bij de Swastikas die later voor het Britse ijshockeyteam uitkwam en daarmee een bronzen medaille won op de Olympische Winterspelen 1924.[4]
- Walter Regan - Coach van de Swastikas. Zijn zoon, Gerald Regan, werd later minister-president van Nova Scotia.[5]
- Lew Shaw - Ingehuldigd in de Nova Scotia Sport Hall of Fame
- Charles "Charlie" Patterson - Roei- en schaatskampioen aan de Dartmouth-universiteit, en ingehuldigd in de Nova Scotia Sports Hall of Fame samen met zijn broer Sandy.